# Harry Nikander
Harry Nikander, född 18 juni 1957 i Seinäjoki, Finland, död 10 september 2004 i Vittis, Finland, var en finländsk professionell ishockeyspelare (back).
I Sverige har han spelat för Luleå HF i början av 1980-talet.